# Струпін-Лановий
Струпін-Ланови (пол. Strupin Łanowy) — село в Польщі, у гміні Холм Холмського повіту Люблінського воєводства. Населення — 187 осіб (2011).

## Історія
За даними етнографічної експедиції 1869—1870 років під керівництвом Павла Чубинського, у селі Струпин здебільшого проживали римо-католики, проте населення переважно розмовляло українською мовою.
У 1975—1998 роках село належало до Холмського воєводства.

## Демографія
Демографічна структура станом на 31 березня 2011 року:
|          | Загалом | Допрацездатний вік | Працездатний вік | Постпрацездатний вік |
| -------- | ------- | ------------------ | ---------------- | -------------------- |
| Чоловіки | 93      | 21                 | 65               | 7                    |
| Жінки    | 94      | 17                 | 63               | 14                   |
| Разом    | 187     | 38                 | 128              | 21                   |